# トランプ・ワールド・タワー
トランプ・ワールド・タワー (Trump World Tower) は、ニューヨーク市マンハッタンユナイテッド・ネイションズ・プラザ 845号（1番街沿い、47丁目と48丁目の間）に建つ超高層ビルである。

## 概説
1999年に着工して2001年に竣工した。設計は建築家en:Costas Kondylis、高さ861フィート (262 m)、72階建て、エレベータは90階まで表示がある。暗銅色ガラスのカーテンウォールによるファサードを持つ。全面ガラス張りで、東はイースト川、西はミッドタウンの眺めが楽しめる。
完成当時は世界一高い居住用ビルだったが、2003年にドバイの21世紀タワーなどに抜かれ、現在30位前後である。当時はドナルド・トランプが所有するビルのうち最も高層で、総工費は3億2500万ドルであった。分譲価格は$625,000から$28,000,000+で、室内高二階建て分で占有面積20,000 平方フィート (1,858 m²) の最上階ペントハウスは、$5800万で発売したがのちに4つのユニットに分割して再販売した。現在の月当たりの家賃はスタジオで$2800から$3700、1ベッドルーム (590–890 square feet) で$4600+ である。
2006年4月にアジアン・フュージョン料理レストランMeguが一階で開店し、バーThe World Barも入居する。

## 著名な居住者
ビル・ゲイツ、ビヨンセ、ハリソン・フォード、ルドルフ・ジュリアーニ、などセレブリティーのほかにニューヨーク・ヤンキースの松井秀喜やデレク・ジーターが居住した。
ドナルド・トランプは、多くのセレブリティが居住する5番街沿い高級マンション「トランプ・タワー」のほか、ウォール街の「40 ウォール・ストリート」を買収してトランプ・ビルとし、コロンバスサークルにトランプ・インターナショナル・ホテル・アンド・タワーを所有する。

## 登場作品
トランプ・ワールド・タワーが舞台として登場するテレビショーや映画
- NBCのアプレンティス
- NBCのExtra
- その土曜日、7時58分